# Malé Železné
Malé Železné – potok, lewy dopływ potoku Veľké Železné na Słowacji. Cała jego zlewnia znajduje się w górnej części Doliny Lupczańskiej (Ľupčianska dolina) w Niżnych Tatrach.
Jest ciekiem wodnym V rzędu. Ma długość 3,5 km. Wypływa w leju źródliskowym na wschodnich stokach przełęczy Ráztocké sedlo. Spływa krętym korytem w kierunku północno-wschodnim i na wysokości około 850 m uchodzi do potoku Veľké Železné. Następuje to nieco powyżej Tajchu – miejsca w Dolinie Lupczańskiej, w którym zaczyna się niebieski szlak turystyczny. Zlewnia potoku obejmuje całkowicie porośniętą lasem dolinę wciosową między dwoma grzbietami. Orograficznie prawe zbocza tej doliny tworzy grzbiet Veľké Železné, lewe grzbiet Ramžené.